# شیخ‌احمد (نقده)
شیخ‌احمد (نقده)، روستایی از توابع بخش محمدیار شهرستان نقده در استان آذربایجان غربی ایران است.

## جمعیت
این روستا در دهستان حسنلو قرار دارد و براساس سرشماری مرکز آمار ایران در سال ۱۳۸۵، جمعیت آن ۴۶۸ نفر (۱۰۵ خانوار) بوده‌است.